# Franciszek Rerutkiewicz
Franciszek Rerutkiewicz (ur. 1886 w Stanisławowie, zm. 1920 w Zakopanem) – polski malarz i grafik.
Studiował w Akademii Sztuk Pięknych w Krakowie w pracowni Józefa Pankiewicza, a następnie wyjechał do Paryża, gdzie przebywał do 1918. Okres paryski uważa się za najistotniejszy w krótkim życiu artysty, intensywnie tworzył, uczestniczył w odbywających się w Paryżu wystawach polskich twórców, wystawach organizowanych przez Towarzystwo Artystów Polskich oraz imprezach charytatywnych, z których dochód był przeznaczany na pomoc polskim inwalidom we Francji. Mieszkając w Paryżu nie zaprzestawał kontaktów z polskim środowiskiem artystycznym, jego prace brały udział w organizowanych w Krakowie w 1917 i 1918 wystawach ekspresjonistów. Po powrocie do ojczyzny osiadł w Zakopanem, uczestniczył w wystawach twórczości artystycznej. Zmarł w wieku 34 lat.
W twórczości Franciszka Rerutkiewicza daje się zauważyć wpływ jego pierwszego mistrza, Józefa Pankiewicza. Artysta tworzył pejzaże, kompozycje figuralne oraz martwe natury. Przez pewien czas próbował tworzyć drzeworyty, ale zarzucił prace na rzecz malarstwa.